# Пузарге, Эжен де
Эжен де Пузарге (фр. Eugène de Pousargues; 21 октября 1859, Сент-Омер — 24 января 1901, Париж) — французский зоолог и анатом.
С 1885 он был помощником Альфонса Мильна-Эдвардса (1835—1900), и служил в качестве препаратора в лаборатории Национального музея естествознания (Париж). В 1900 году стал куратором млекопитающих и птиц в этом музее. Умер от сепсиса, связанного с выполнением рассечения. Описал следующие виды животных: Dologale dybowskii, Nomascus concolor, Rhinolophus maclaudi, Steatomys opimus.

## Труды
- 1894: Description d’une nouvelle espece de mam-mifere du genre Crossarchus
- 1895: Note sur Ibppareil genital male des orang-outans
- 1897: Étude sur les mammifères du Congo français
- 1898: Le rhinopithèque de la vallée du Haut Mékong (rhinopithecus bieti, A. M.-E.) (с Мильном-Эдвардсом)